# Bazilika Saint-Denis
Bazilika Saint-Denis (francouzsky Basilique Saint-Denis, či Basilique royale de Saint-Denis) je gotický kostel ve městě Saint-Denis na severním okraji Paříže a historicky sídlo stejnojmenného opatství. Po staletí sloužil jako pohřebiště francouzských králů.
Stavba z první poloviny 12. století je považována za první čistě gotickou architekturu, kterou realizoval opat Suger, ideový tvůrce gotické katedrály. Samotná bazilika však získala status katedrály až roku 1966, kdy se stala katedrou biskupa ze Saint-Denis.

## Historie
Bazilika je zasvěcena patronu Francie, svatém Divišovi (francouzsky Saint Denis). Podle legendy byl prvním pařížským biskupem a na místě jeho upálení vybudoval kapli zlatník Eligius, který byl později rovněž svatořečený. Nedochovaná kaple je popsána v životopise sv. Eligia:
Především Eligius vystavěl hrobku pro svatého mučedníka Denise s mramorovým baldachýnem zlatem a klenoty vyzdobeným. (Na vrcholu hrobky) vytvořil korunku a velkolepé průčelí a oltář obklopil zlatými sekyrami do kruhu uspořádanými. Tam umístil zlatá okrouhlá a vyšperkovaná jablka. Vybudoval kazatelnu a bránu stříbrnou a střechu oltáře na stříbrných sekerách. Před hrobku umístil zástěnu a vybudoval vnější oltář u nohou svatého mučedníka. Takovou pracovitost tam na příkaz svého krále předvedl, že dodnes se sotva kde jinde v Galii nachází větší div.

V průběhu 7. století zde založil opatství Saint-Denis s kostelem a benediktinským klášterem franský král Dagobert I. (vládl 628–637). Kostel se stal poutním místem a pohřebištěm francouzských králů. Jsou zde pochováni téměř všichni panovníci z období mezi 10. a 18. stoletím i mnozí panovníci z období ještě staršího. Kostel byl často rovněž využíván ke korunovacím královen (nikoliv však králů, k tomuto účelu byla tradičně využívána katedrála Notre-Dame v Remeši). Saint-Denis se brzy stalo sídlem opata s rozsáhlým klášterním komplexem.
Ve 12. století opat Suger nechal kostel přestavět s využitím inovativních stavebních a dekorativních technik. Díky tomu je Saint-Denis někdy označováno jako první skutečně gotická stavba. Bazilika v dnešní podobě je ukázkovou stavbou střední gotiky a posloužila jako vzor při výstavbě řady katedrál a opatství v severní Francii, v Anglii i v jiných zemích.

## Gotická přestavba
Bazilika Saint-Denis byla první významnou stavbou, jejíž převážná část byla vystavěna v gotickém slohu. Vzhledově i stavebně se odlišila od románské architektury natolik, že se pro budovy vystavěné v podobném duchu začalo říkat "francouzský sloh" (Opus Francigenum). Pojem gotika se rozšířil až později.
V dnešní podobě má půdorys kostela tvar kříže jako mnoho jiných bazilik: do hlavní lodi ústí nižší lodě a nad nimi okna. Na severní straně stavby je další příčná loď tvořená řadou kaplí. Na západní straně baziliky se nacházejí tři portály a kruhové okno, na jižní straně věž. Východní loď lemují z obou stran arkády a je zakončena apsidou s devíti kaplemi. Pod touto lodí se nacházejí krypty.
Opat Suger (1081–1151), přítel a důvěrník Ludvíka VI. a Ludvíka VII., rozhodl kolem roku 1137 o významné přestavbě a o propojení kostela s opatstvím, které bylo rovněž královskou rezidencí. Suger začal s přestavbou od vstupní západní strany, kde nahradil jednoduchý vstup trojitým, který napodobuje Vítězný oblouk Konstantina I. v Římě s jeho třemi částmi, a nad vstupem nechal umístit veliké kruhové okno. Ačkoliv se kruhová okna nad vchodem používala již dříve v italských románských stavbách, má se za to, že jde o první takové použití ve Francii a odtud se rychle šířilo na sever Francie (např. katedrála v Chartres a mnoho dalších).
Po dokončení přestavby západní strany se v roce 1140 Suger pustil do úprav východní lodi. Navrhl nové kněžiště tak, aby bylo zalito světlem. Za tímto účelem byly vyvinuty nové stavební prvky: lomený oblouk, žebrová klenba, arkáda s paprsčitě umístěnými kaplemi, podpůrné sloupy podpírající žebra a opěrné oblouky, které umožnily využití do té doby nevídaně rozměrných oken. Poprvé byly všechny tyto prvky použity současně na jedné stavbě.
Stavba byla dokončena a předána 11. června 1144 za přítomnosti krále. Opatství se stalo prototypem staveb královského významu pro celou severní Francii.
Roku 1231 započala přestavba hlavní lodi, už ve stylu vrcholné gotiky, která získala dvě velkolepá kruhová okna.
Za vlády dynastie z Anjou se tento stavební sloh rozšířil po celé Francii, do Anglie, Nizozemí, Německa, Španělska, severní Itálie a Sicílie. Mezi další prvky patřily sloupy v podobě soch lemující portály na západní straně (nedochovaly se, ale jsou známy z kreseb Montfauchona). Félibienův plán budovy přibližně z roku 1700 ukazuje velkou márnici v podobě klenuté "rotundy" se sloupořadím, která sousedila se severní lodí. V ní se nacházela hrobka rodu Valois.

V bazilice se nacházejí vitráže z mnoha (i moderních) období a sada dvanácti klekátek.

## Pohřebiště

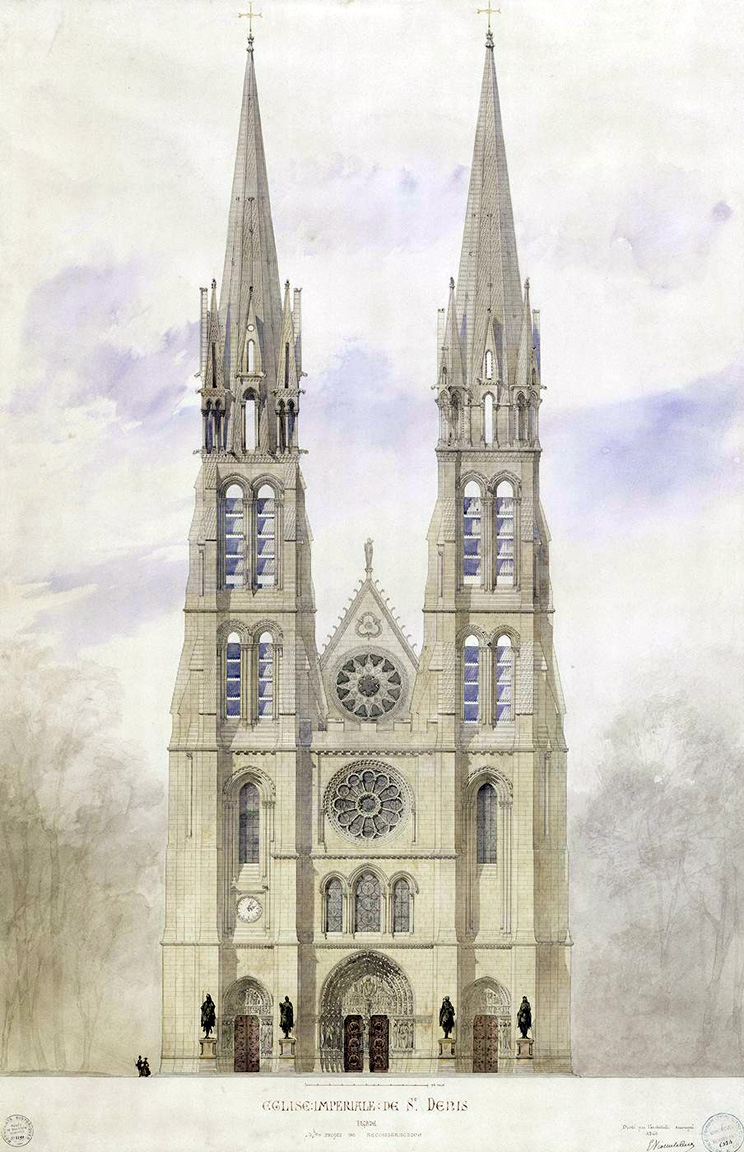
Původní plánovaná podoba baziliky dle návrhu Eugèna Violleta-le-Duc

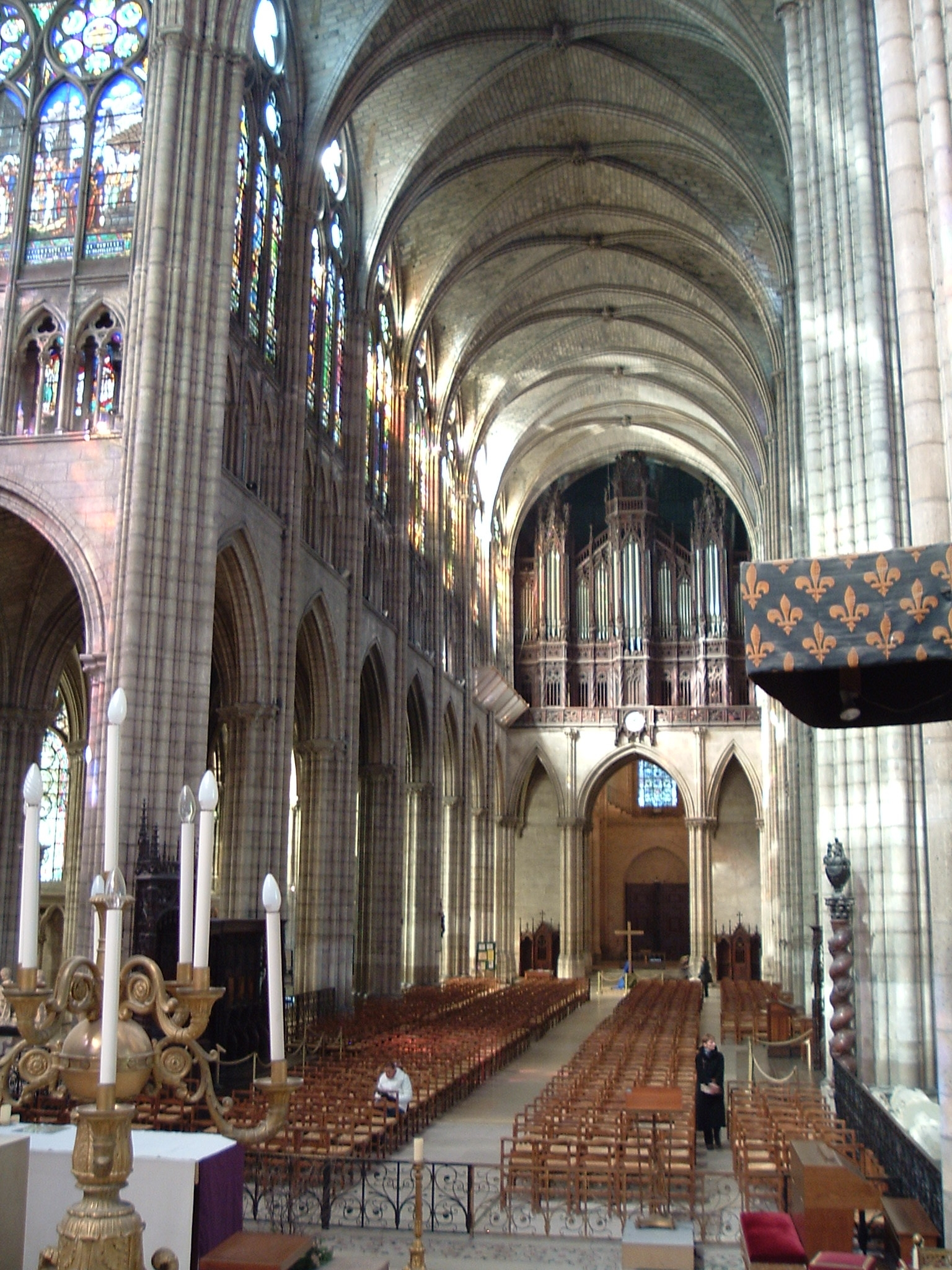
Hlavní loď

V Saint-Denis byli po staletí pochováváni francouzští králové a jejich rodinní příslušníci, často je proto Saint-Denis označováno pojmem francouzská nekropole. Až na tři výjimky se v Saint-Denis nalézají ostatky všech monarchů panujících od 10. století do roku 1789. Někteří panovníci byli původně pochováni jinde a jejich ostatky byly do Saint-Denis převezeny až později. Například Chlodvík I. (asi 465–511) byl původně pochován v opatství Sainte-Geneviève, které založil.
Mnohé z náhrobků zpodobňují krále a královny, pro které byly určeny. Během Velké francouzské revoluce byla část hrobek na příkaz revolučních orgánů otevřena a těla byla znovu zakopána ve dvou masových hrobech opodál. Velkou část hrobek zachránil archeolog Alexandre Lenoir kvůli oněm portrétním sochám, když je prohlásil za umělecká díla a umístil je do Muzea francouzských památek, které založil.
Těla popraveného Ludvíka XVI., jeho ženy Marie Antoinetty a sestry Alžběty Burbonské byla nejprve pochována na hřbitově u Kostela sv. Máří Magdalény a zasypána nehašeným vápnem. Dauphina Ludvíka XVII., který zemřel na tuberkulózu, pochovali v neoznačeném hrobě v Paříži poblíž Tour du Temple.
Roku 1806 znovu otevřel kostel Napoleon Bonaparte, ale královské pozůstatky ponechal v jejich masových hrobech. Během Napoleonova exilu na Elbě znovunastolení Bourboni přikázali pátrání po tělech Ludvíka XVI. a Marie Antoinetty . 21. ledna 1815 bylo nalezeno několik kostí a zbytek látky s dámským podvazkem. Pozůstatky byly převezeny do Saint-Denis a pochovány v kryptě. Roku 1817 byly otevřeny masové hroby s ostatky ostatních panovníků, ale bylo nemožné rozeznat, které kosti náležejí ke kterému tělu a tak byly všechny umístěny do kostnice v kryptě kostela za dvěma mramorovými deskami se jmény stovek členů královských rodin.
Král Ludvík XVIII. byl po své smrti roku 1824 pohřben ve středu krypty poblíž Ludvíka XVI. a Marie Antoinetty. Příslušníci královské rodiny, kteří zemřeli mezi lety 1815 až 1830, byli rovněž pohřbeni ve sklepení Saint-Denis. Architekt Eugène Viollet-le-Duc, který se proslavil zrestaurováním katedrály Notre-Dame v Paříži, řídil projekt navrácení hrobek z Muzea francouzských památek zpět do Saint-Denis. Tělo Ludvíka VII., který byl pohřben v Saint-Pont a jehož hrobka nebyla během revoluce poškozena, bylo vyzvednuto a i on byl převezen a znovu pohřben v kryptě Saint-Denis.
Roku 2004 bylo srdce dauphina Ludvíka XVII. uloženo ve zdi krypty Saint-Denis.
V současnosti je v části hlavní lodi umístěno muzeum s náhrobky.

## Seznam nejvýznamnějších panovníků pochovaných v Saint-Denis
- Chlodvík I. (465–511)
- Childebert I. (496–558)
- Aregunda (asi 515 – c.573)
- Fredegunda (?–597)
- Dagobert I. (603–639)
- Chlodvík II. (635–657)
- Karel Martel (686–741)

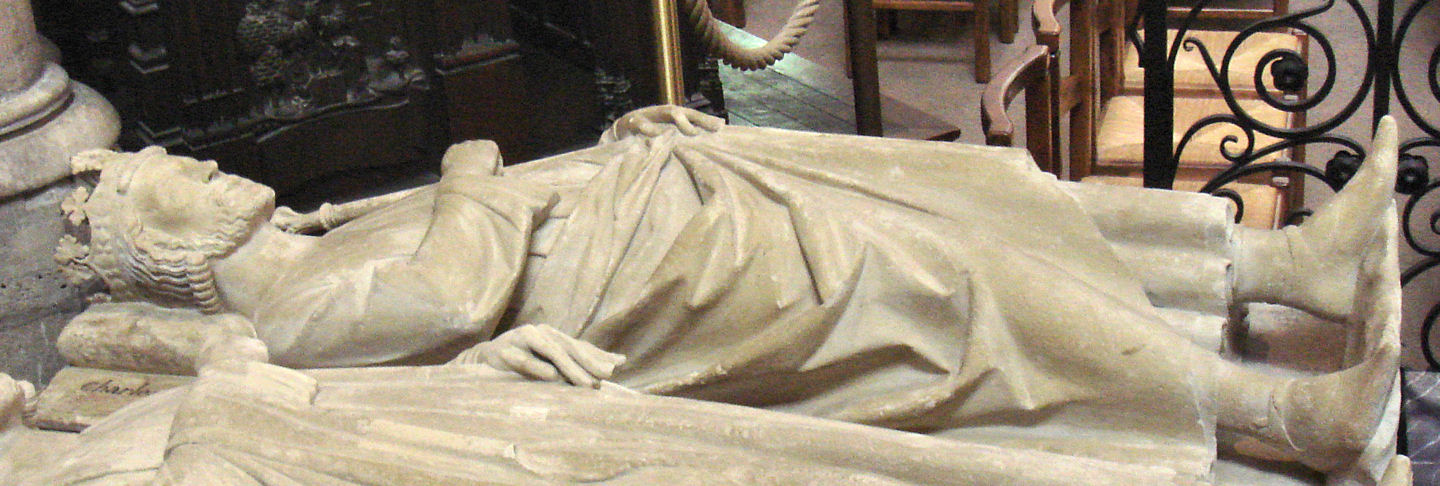
Hrob Karla Martela

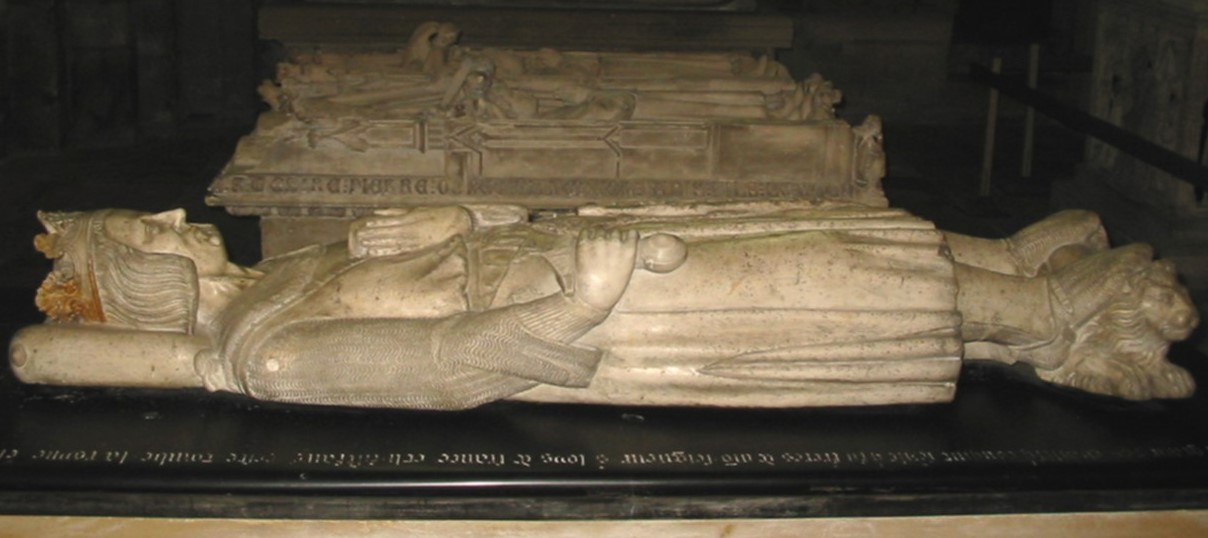
Hrob Karla I. z Anjou

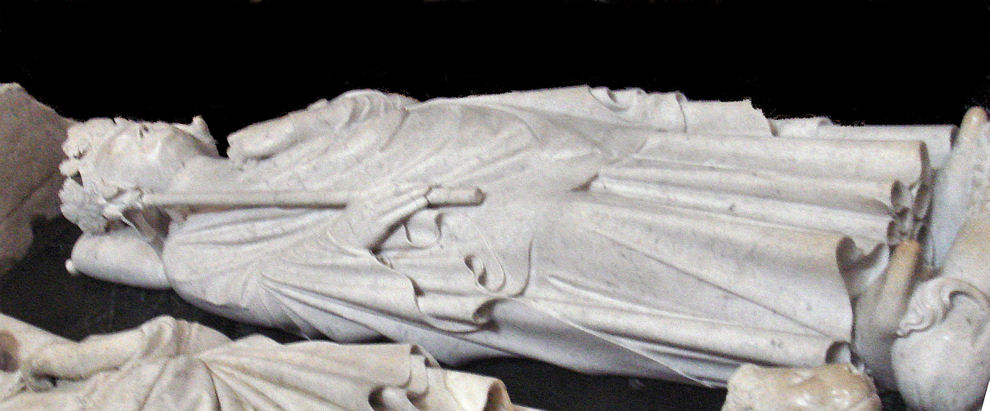
Hrob Filipa IV.

- Pipin III. Krátký (714–768) a jeho žena Bertrada z Laonu (726–783)
- Karloman I. (asi 751–771)
- Karel II. Holý (823–877) a jeho manželka Ermentruda Orleánská (823–869)
- Karloman II. (866–884)
- Robert II. (972–1031) a Konstancie z Arles (asi 986–1032)
- Jindřich I. (1008–1060)
- Ludvík VI. (1081–1137)
- Ludvík VII. (1120–1180) a Konstancie Kastilská (1141–1160)
- Filip II. August (1180–1223)
- Karel I. z Anjou (1226–1285)
- Filip III. (1245–1285)
- Filip IV. Sličný (1268–1315) a Izabela Aragonská (1247–1271)
- Leon V. z Lusignanu (1342–1393)
- František I. (1494–1547)
- Jindřich II. (1519–1559) a Kateřina Medicejská (1519–1589)
- František II. (1544–1560)
- Karel IX. (1550–1574)
- Jindřich III. (1551–1589)
- Jindřich IV. Navarrský (1553–1610)
- Ludvík XIII. (1601–1643)
- Ludvík XIV. (1638–1715)
- Ludvík XV. (1710–1774)
- Ludvík XVI. (1754–1793) a Marie Antoinetta (1755–1793)
- Ludvík XVII. (1785–1795)
- Ludvík XVIII. (1755–1824)

## Varhany
V bazilice jsou velké varhany, které postavil Aristide Cavaillé-Coll v letech 1840-1841 a v letech 1902-1903 restauroval a rozšířil Charles Mutin. Varhany mají 69 rejstříků a asi 4 200 píšťal. Na nástroj hráli významní varhaníci jako Henri Libert (1869-1937) a Pierre Pincemaille (1956-2018). Instrumentální část varhan je chráněna od roku 1948 jako historická památka, od doku 1998 je historickou památkou i varhanní skříň.

## Fotogalerie

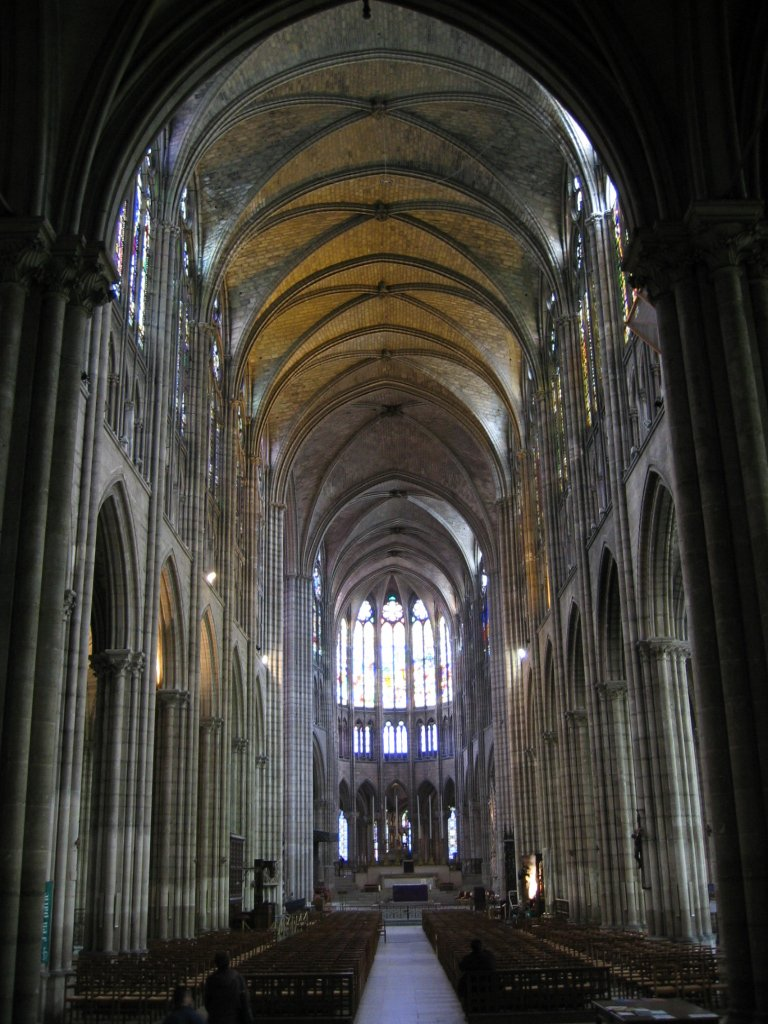
Interiér baziliky
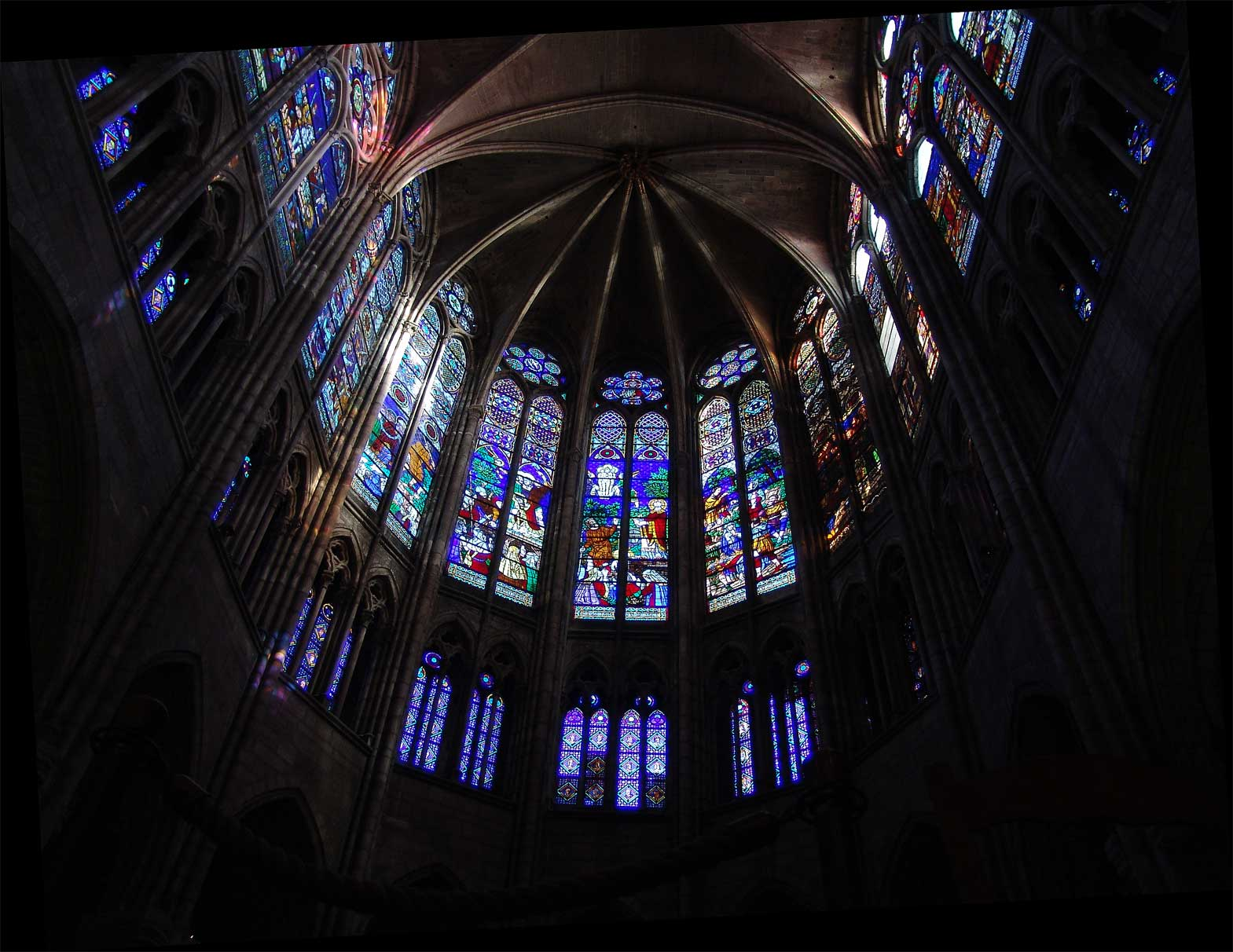
Katedrální okna s vitrajemi v chóru
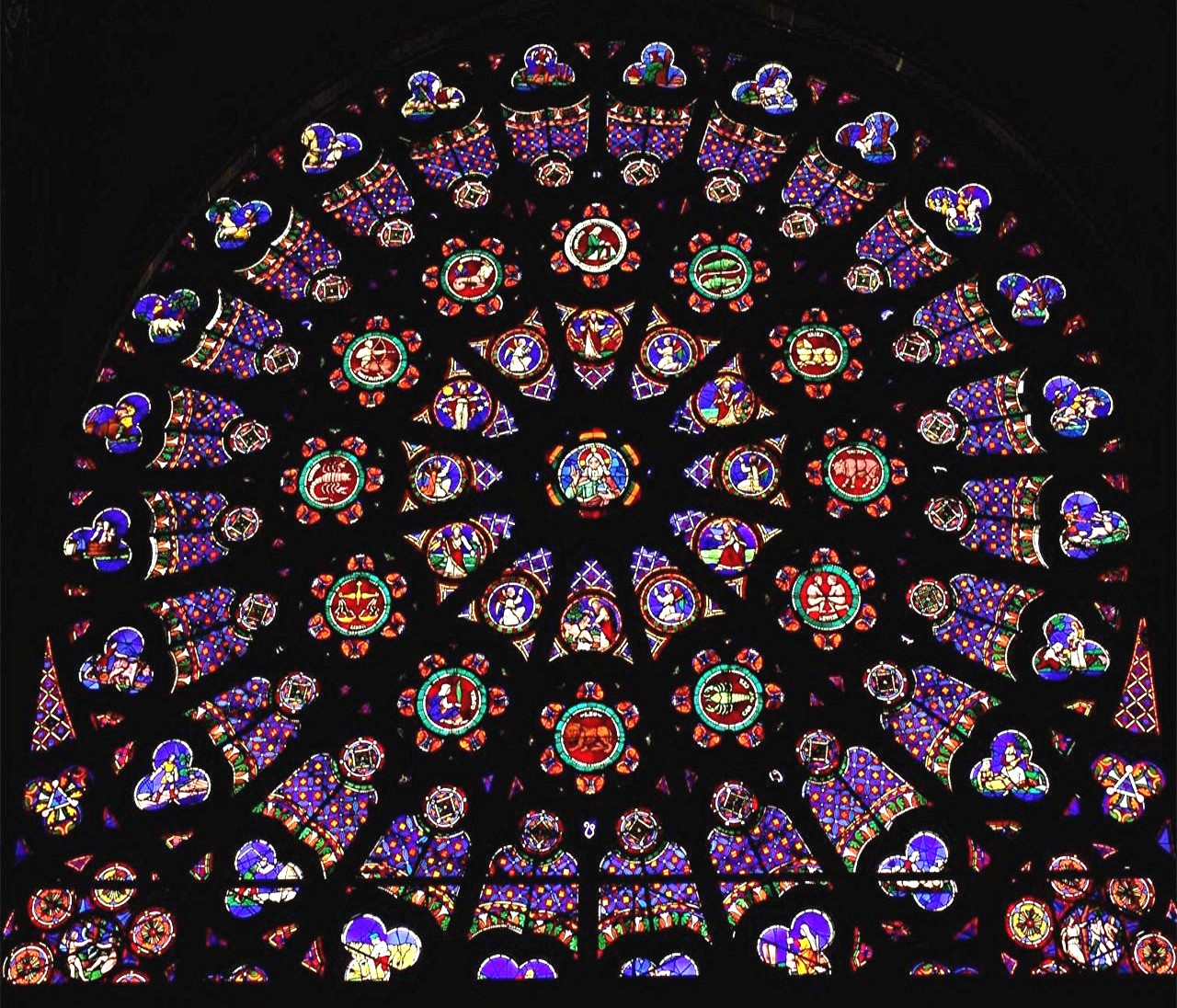
Rozeta na severní straně zobrazující stvoření podle Genesis
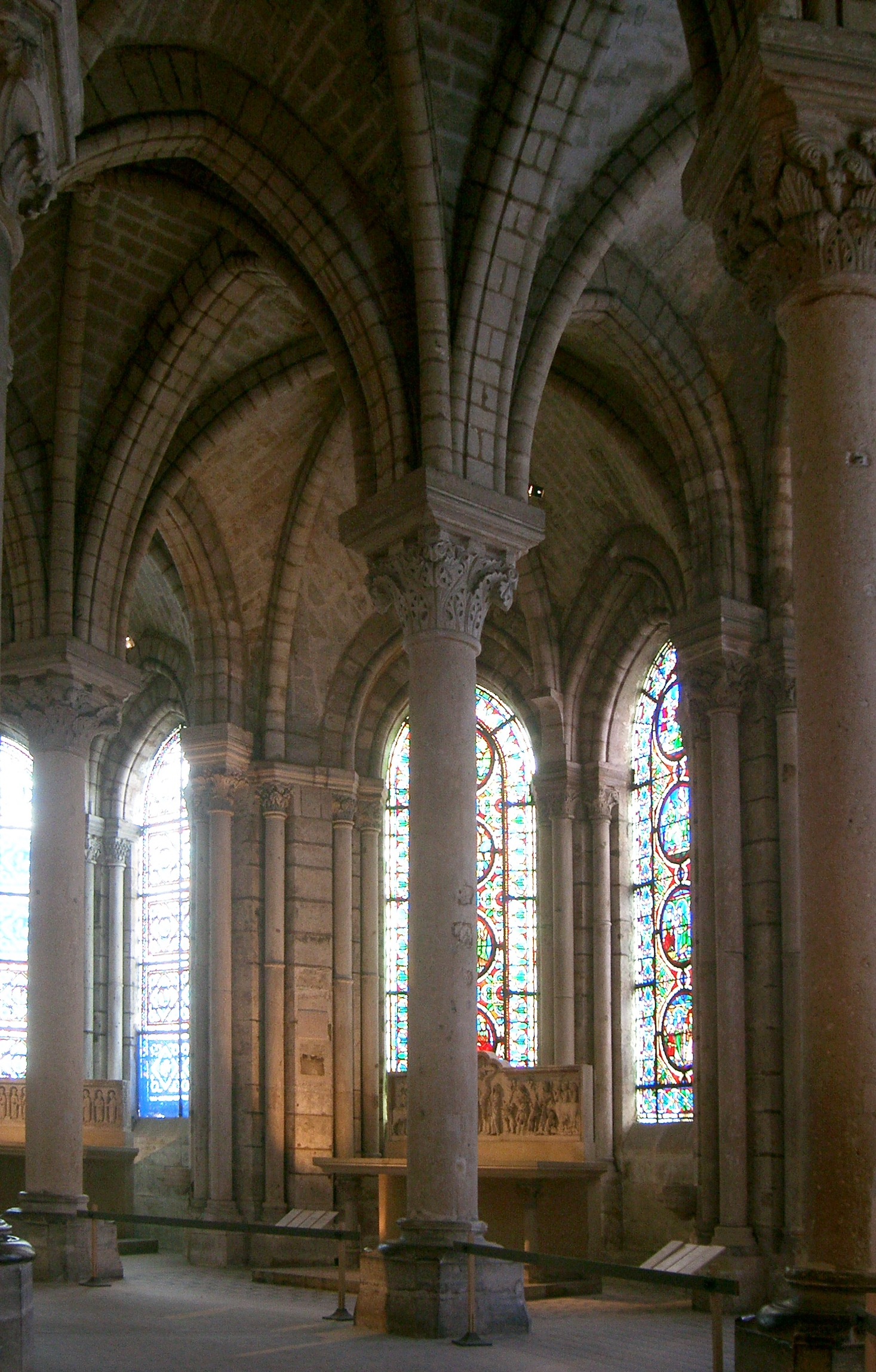
Chórový ochoz, který vybudoval opat Suger
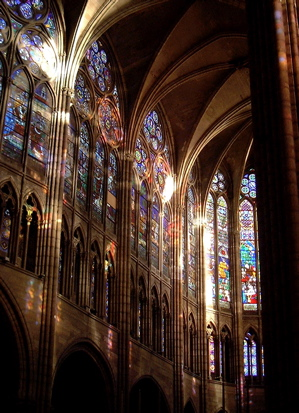
Kaple při západu slunce
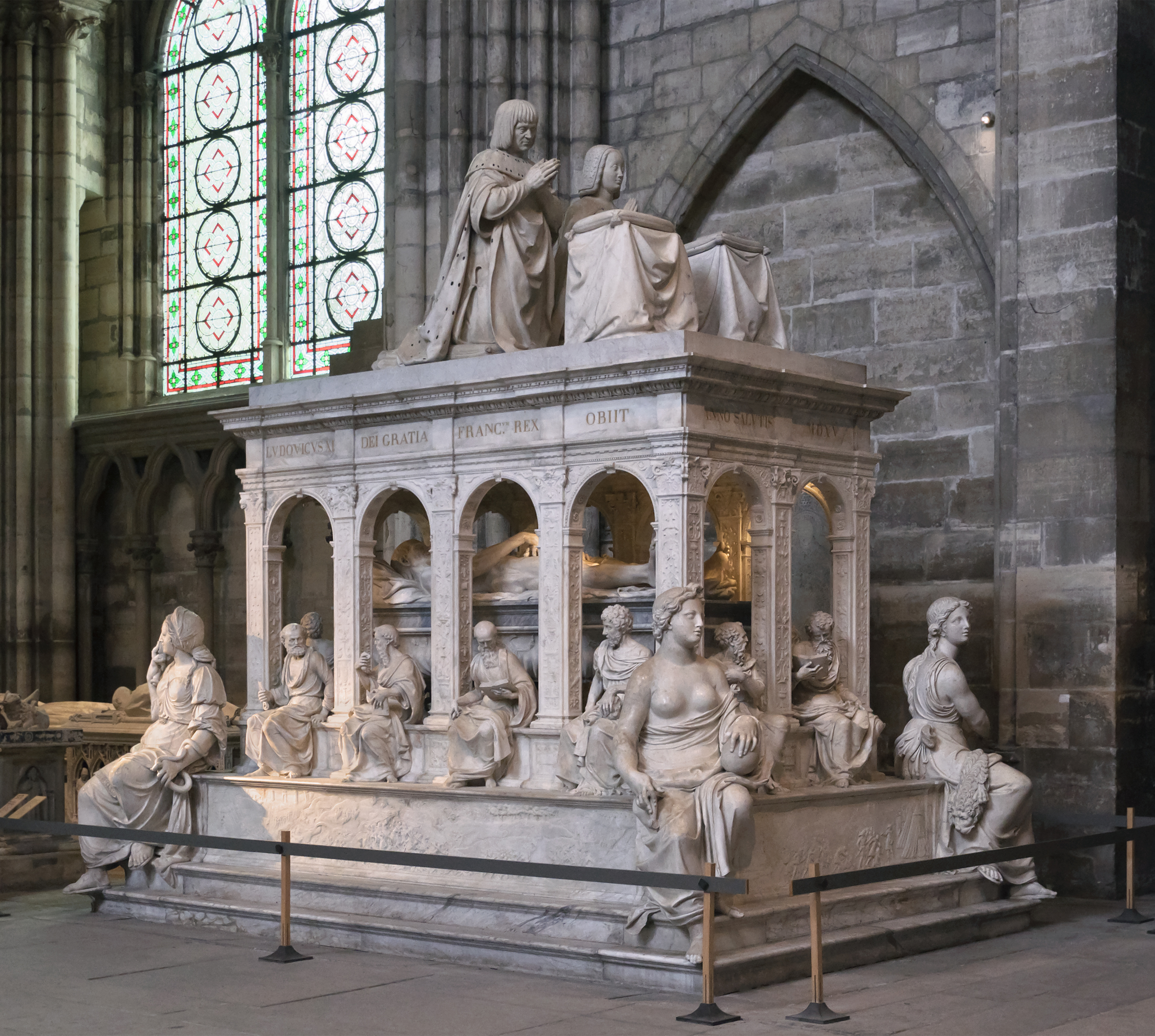
Hrobka Ludvíka XII. a Anny Bretaňské
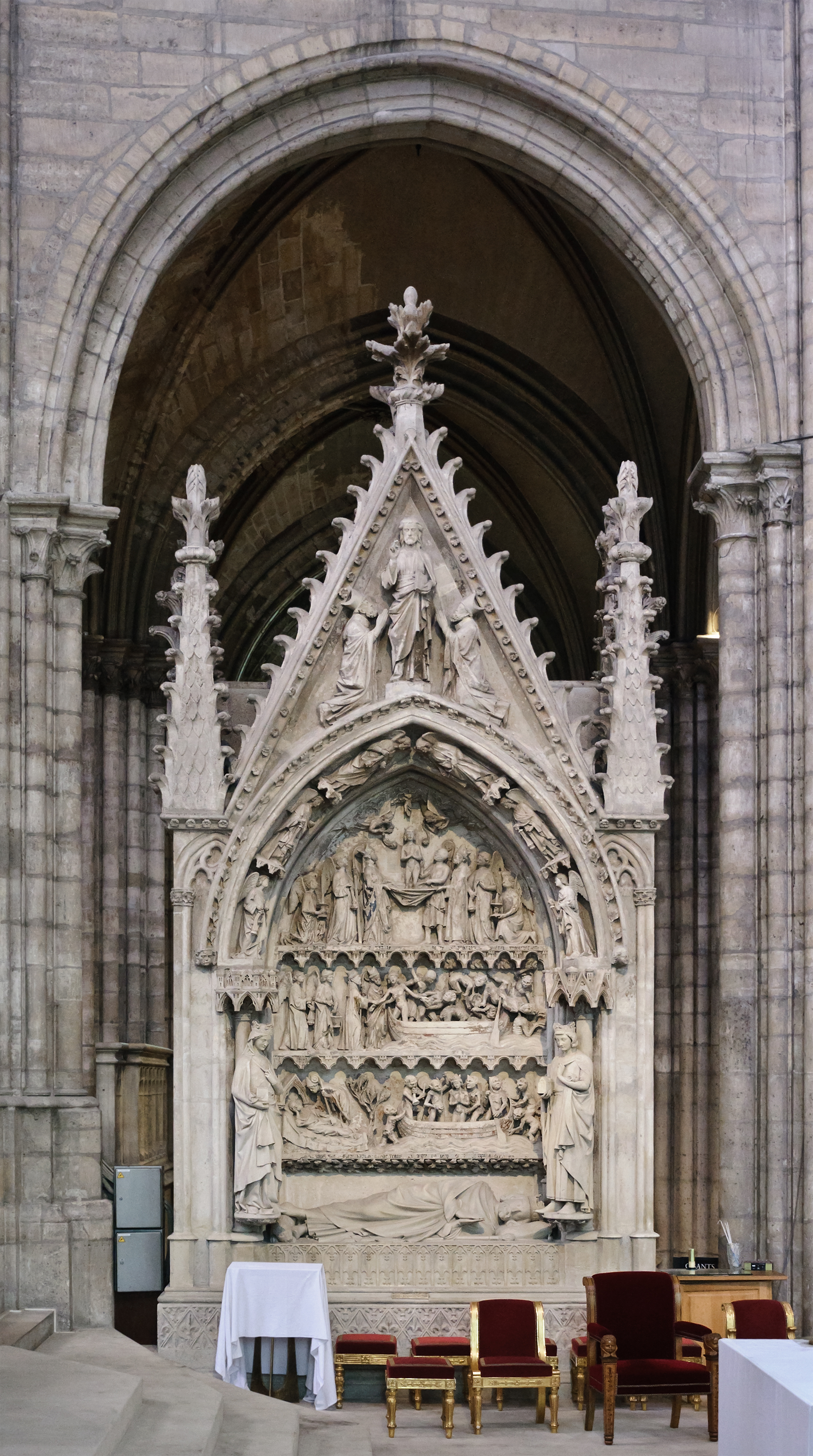
Hrobka Dagoberta I.
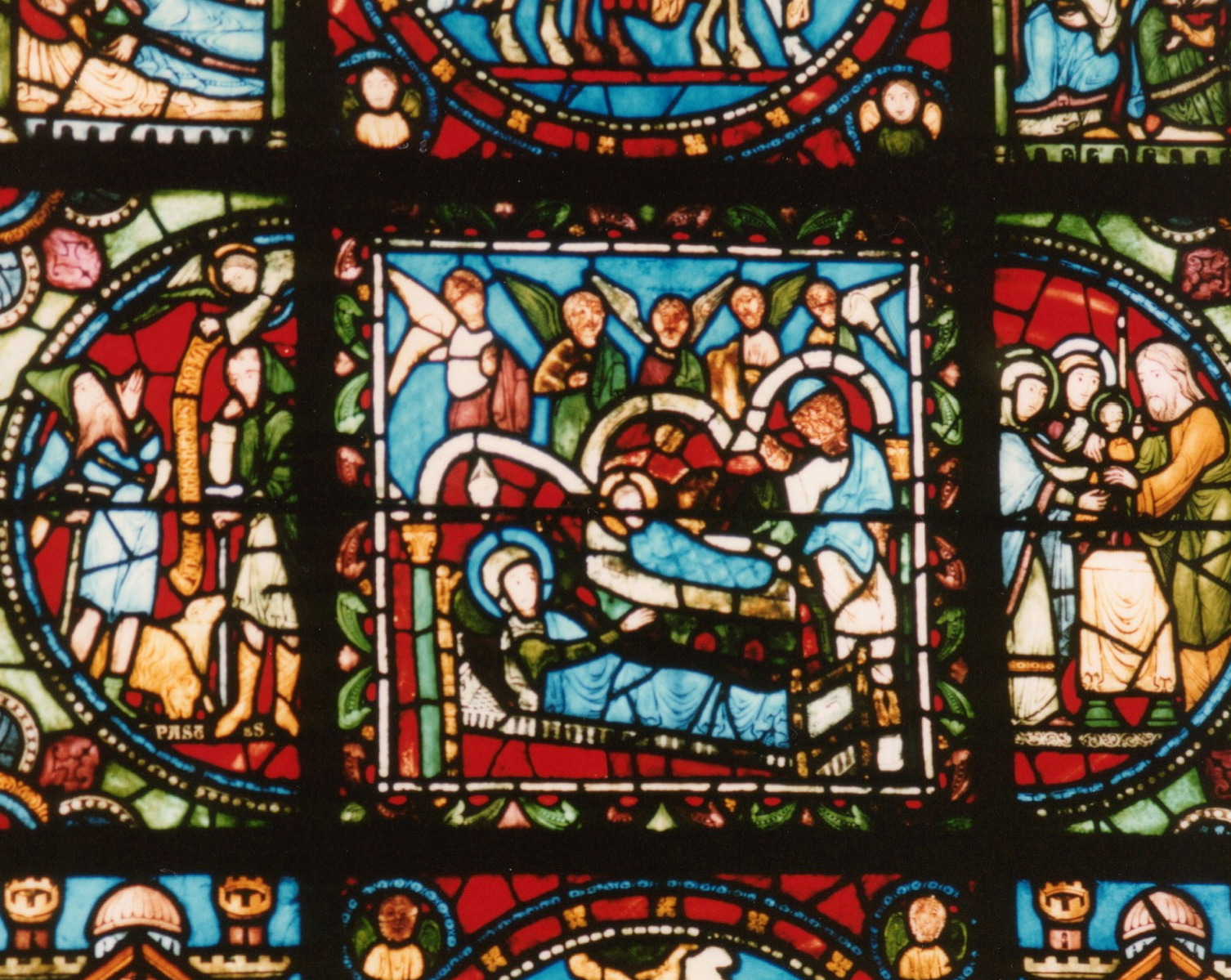
Narození Krista na jednom z oken
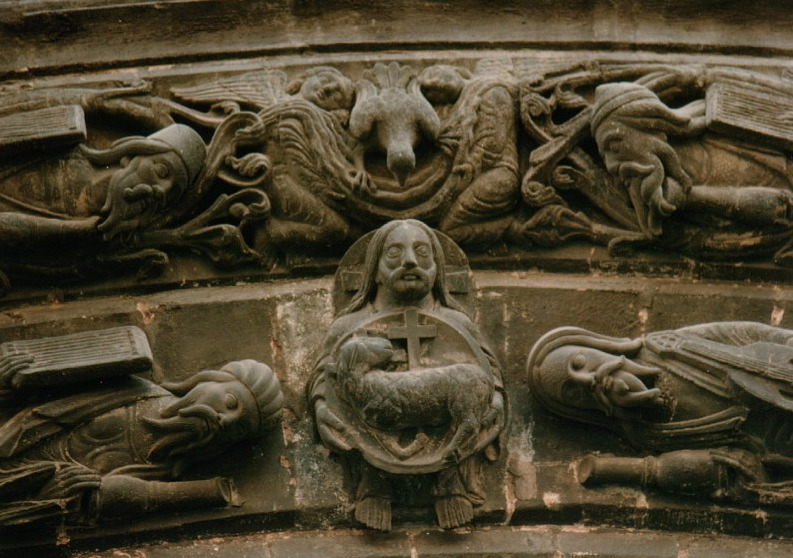
Vyobrazeni Nejsvětější Trojice nad hlavním vchodem
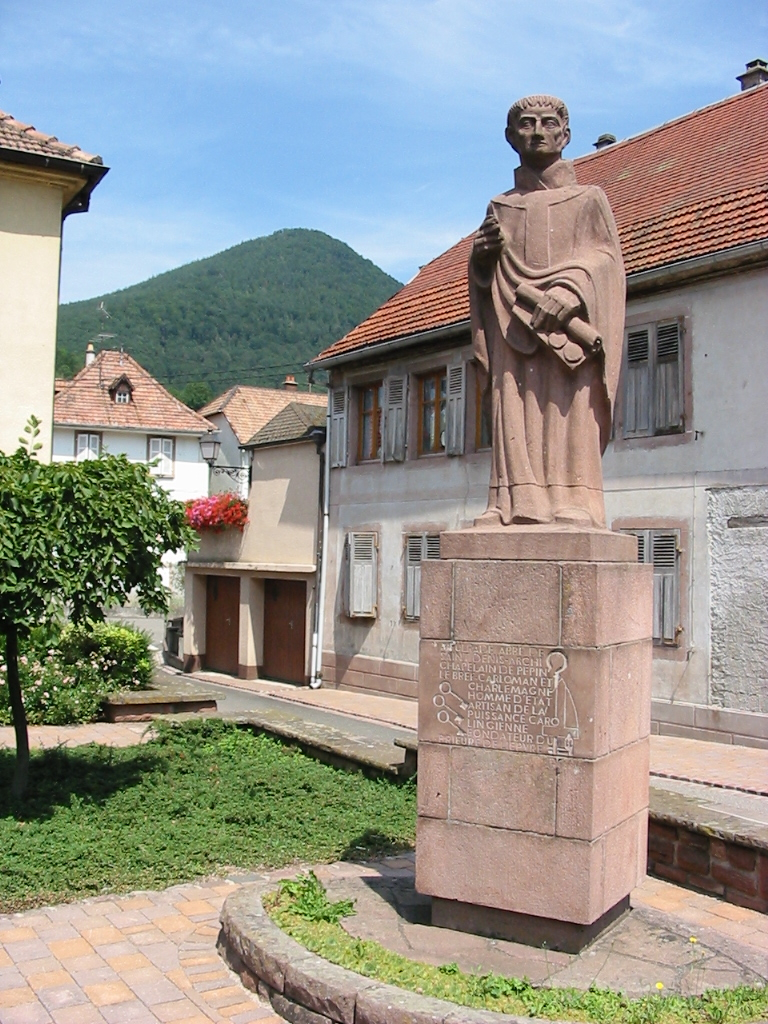
Socha sv. Fulrada (opat ze Saint-Denis v 8. století)
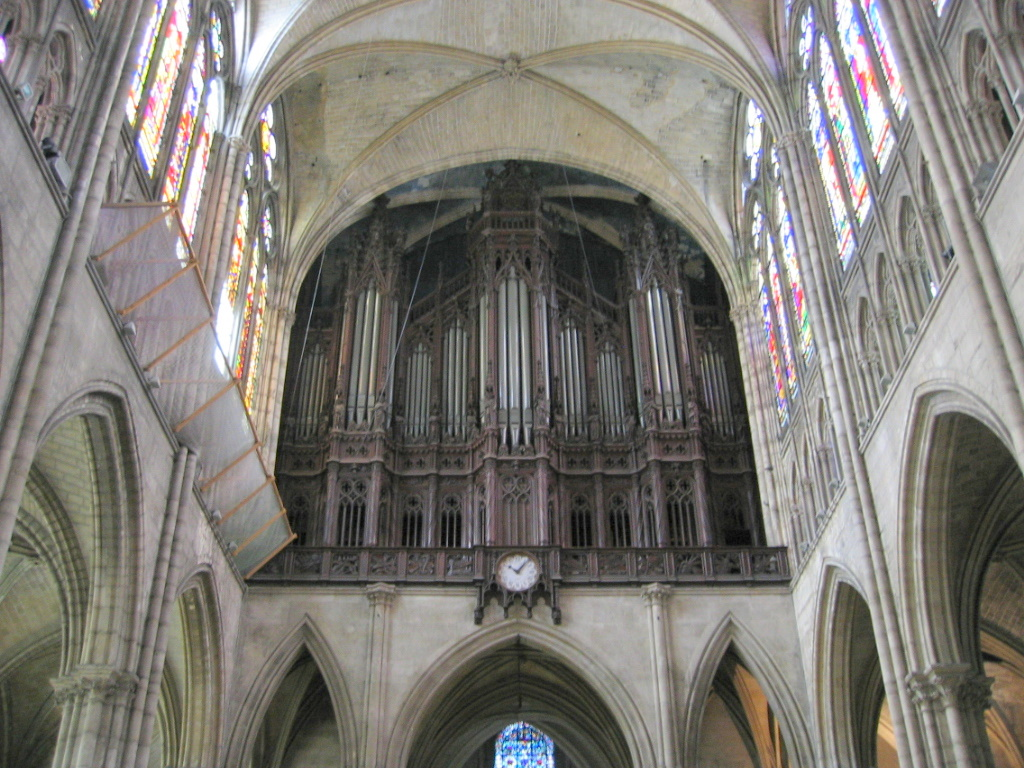
Varhany